# Khronos Group
Khronos Group je neziskové průmyslové konsorcium vytvářející otevřené standardy pro API. Jejich cílem je zrychlení paralelních výpočtů, grafiky a dynamických médií pro širokou škálu platforem a zařízení. Konsorcium sídlí v Beavertonu v americkém státě Oregon. Všichni členové jsou schopni přispět k rozvoji specifikací pro Khronos API, jsou oprávněni hlasovat v různých fázích před veřejným nasazením a je jim umožněno urychlit poskytování jejich špičkových 3D platforem a aplikací díky včasnému přístupu k návrhům specifikací a jejich testů.
Dne 31. července 2006 bylo oznámeno, že ovládání specifikací pro OpenGL bude předáno tomuto konsorciu.